# Kloster Carracedo
Das Kloster Carracedo (Monasterio Santa María de Carracedo; Carracetum) ist eine ehemalige Zisterzienserabtei in der Gemeinde Carracedelo. Es befindet sich in der Comarca El Bierzo, Provinz León, Autonome Gemeinschaft Kastilien-León im nordwestlichen Spanien rund 12 km westlich von Ponferrada.

## Geschichte
Das Kloster wurde um das Jahr 990 von Bermudo II. von León und Galicien als Zufluchtsstätte für mozarabische Mönche gestiftet und zunächst dem Erlöser (San Salvador) geweiht. 997 wurde es von Almansor weitgehend zerstört. 1138 erneuerte die Infantin Doña Sancha, die Schwester des Königs Alfons VII. von Kastilien, das in der Folge prosperierende Kloster. 1203 schloss es sich unter der Bezeichnung Santa María de Carracedo dem Zisterzienserorden an und unterstellte sich dem Kloster Cîteaux. Nach einer krisenhaften Entwicklung im 14. Jahrhundert schloss es sich 1505 der kastilischen Zisterzienserkongregation an, verfiel aber der Kommende. Am Anfang des 19. Jahrhunderts wurden Erweiterungsarbeiten in Angriff genommen, die aber mit Ausbruch des Spanischen Unabhängigkeitskriegs 1808 endeten. In der Desamortisation unter der Regierung von Juan Álvarez Mendizábal wurde das Kloster im Jahr 1835 aufgelöst. In der Folge geriet es mehr und mehr in Verfall. Von 1988 bis 1991 wurde das Kloster von der Leóneser Provinzialregierung und vom Bistum Astorga renoviert. 1929 wurde es zum Baudenkmal (Bien de Interés Cultural) erklärt.

## Bauten und Anlage

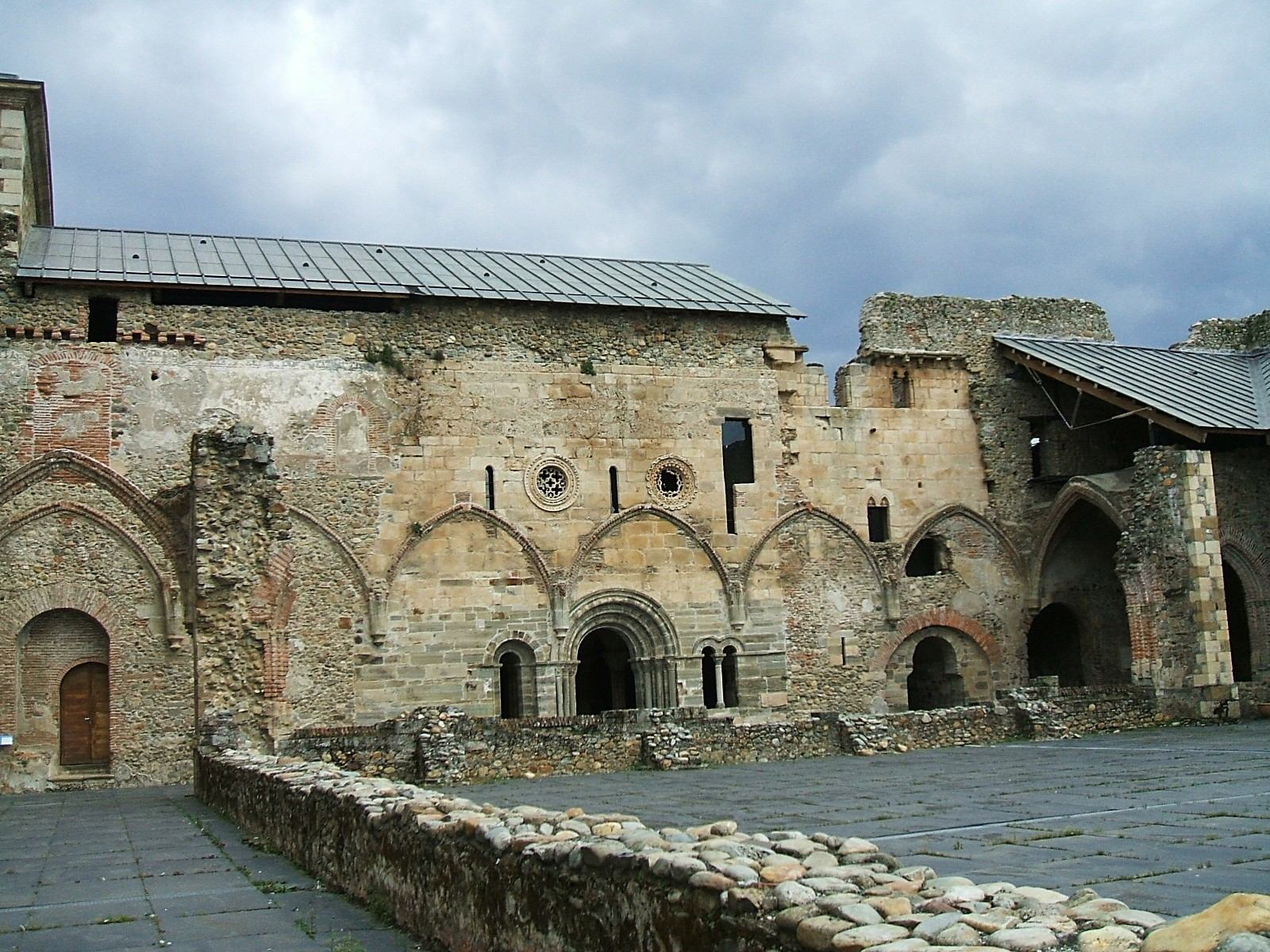
Reste des Kreuzgangs

Die ursprüngliche Kirche im romanisch-gotischen Übergangsstil mit drei Schiffen und drei Apsiden wurde um 1796 zugunsten des Neubaus einer einschiffigen klassizistischen Kirche fast vollständig abgebrochen. Von der früheren Kirche sind unter anderem ein spätromanischer Okulus und ein halbkreisförmiges Tympanon mit dem Pantokrator erhalten. Südlich der Kirche liegt der im 17. Jahrhundert erneuerte, gewölbte Kreuzgang mit Sakristei, Kapitelsaal mit vier Säulen, romanischem Zugang und spätgotischen Gewölben und Parlatorium. Oberhalb von Kapitelsaal und Parlatorium liegen die königlichen Räume (Palacio Real) mit dem Mirador de la Reina, einer gedeckten Terrasse. Auf der Südseite befindet sich das Refektorium aus dem späten 13. Jahrhundert. In der Abtsbibliothek gibt es heute Ausstellungsräume. Der Kreuzgang des Gästetrakts wurde gegen 1800 errichtet. Vom dritten Hof stehen noch Mauern des Novizentrakts. Erhalten sind auch die Küche und die Torkapelle.